# Xihe (Fuxin)
Der Stadtbezirk Xihe (chinesisch 细河区, Pinyin Xìhé Qū) ist ein Stadtbezirk in China, der zum Verwaltungsgebiet der Bezirksfreien Stadt Fuxin in der nordostchinesischen Provinz Liaoning gehört. Er hat eine Fläche von 102,2 km² und zählt 273.525 Einwohner (Stand: Zensus 2020).

## Administrative Gliederung
Auf Gemeindeebene setzt sich der Stadtbezirk aus sechs Straßenvierteln und einer Großgemeinde zusammen. 